# Аудиогид
Аудиогид — фонограмма, используемая для самостоятельного знакомства с экспозицией музея, выставки, местностью, а также устройство для её воспроизведения.

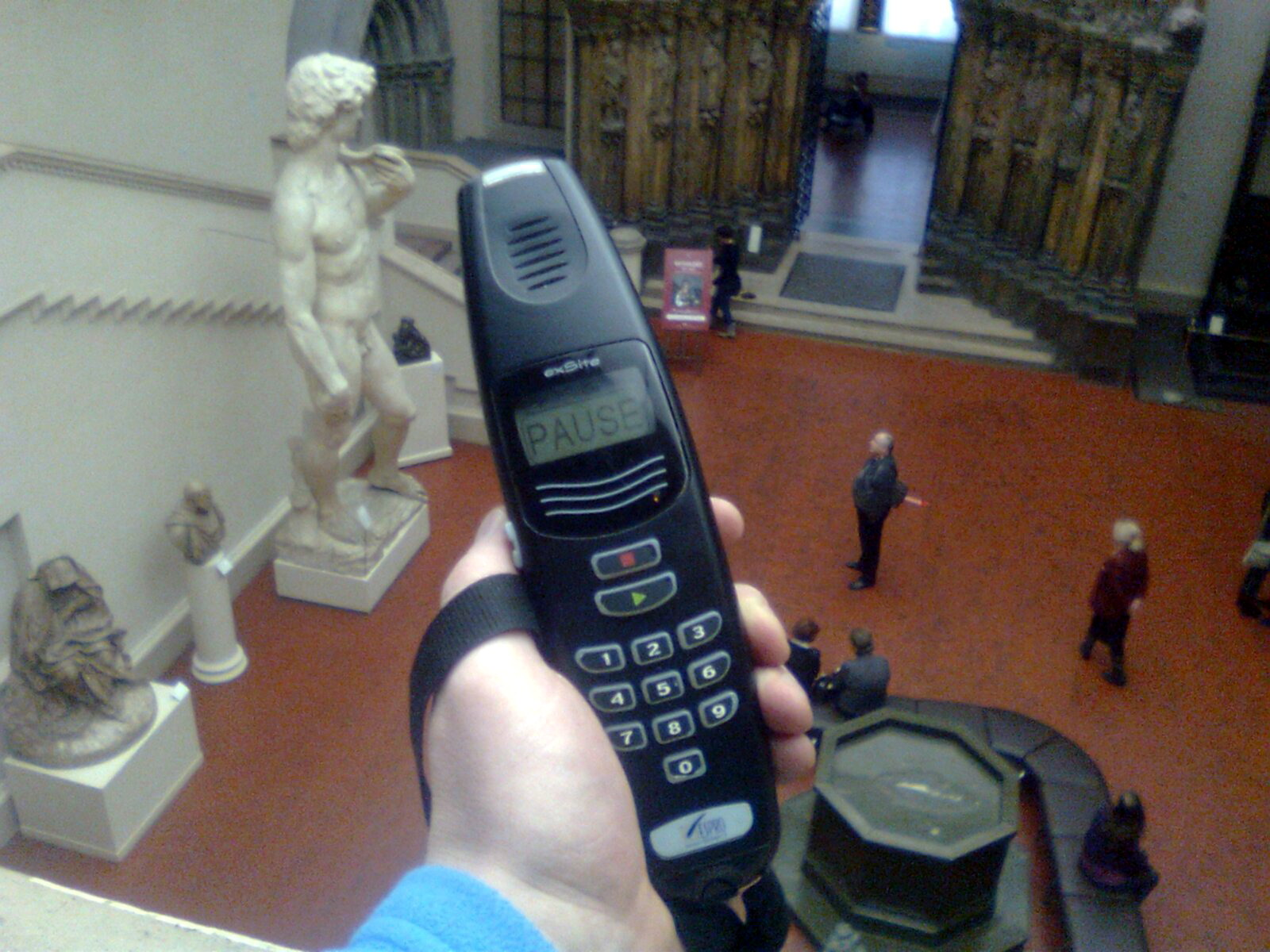
Аудиогид в ГМИИ им. А. С. Пушкина

Обычно аудиогид состоит из нескольких аудиофрагментов. Фрагменты нумеруются и привязываются к схеме (карте) осматриваемой местности, музея, или к номерам экспонатов. Если аудиогид предполагает связный и законченный рассказ из фрагментов, то его также называют аудиоэкскурсией.
Аудиогиды широко распространены за рубежом, все больше они появляются и в России. Они создаются как музеями, так и независимыми разработчиками. Услуги аудиогида предоставляют некоторые операторы мобильной связи.
По типу технологического базиса аудиогиды можно разделить на две основные группы:
— аудиогиды на базе специальных устройств («железные», или hardware, аудиогиды);
— аудиогиды на базе стандартных мобильных устройств — смартфонов, планшетов, КПК и пр. (мобильные аудиогиды).
Аудиогиды на базе специальных устройств представляют собой антивандальный портативный цифровой аудиопроигрыватель. Чаще всего такие аудиогиды встречаются в крупных музеях, так как требуют от музея существенных затрат на закупку и обслуживания оборудования, организации пункта выдачи устройств в аренду, решения вопросов зарядки и ремонта. Для музеев аудиогиды являются одним из сервисов для посетителей и обычно предоставляются за отдельную плату.
В России аудиогиды (аудиоэкскурсии) на базе специальных устройств можно встретить в таких музеях как: Государственный Эрмитаж, Третьяковская галерея, Государственный музей изобразительных искусств имени А. С. Пушкина и др.
Мобильные аудиогиды, получающие все большее распространение, это приложения, которые могут быть установлены на смартфоны самих посетителей и поэтому не требуют от музея закупки, аренды, обслуживания оборудования. Однако требует от музея разработки и постоянной актуализации собственного мобильного приложения под различные мобильные платформы (Android, iOS, Windows и др.).
Большую перспективу имеют аудиогиды, использующие технологии GPS и RFID, которые автоматически определяют положение слушателя или объект, которым он интересуется и воспроизводят необходимый фрагмент.
Наряду с музейными аудиогидами, в последнее время появляется все больше ауидогидов, работающих на улице. Такие аудиогиды содержат аудиоистории не о музейных экспонатах, а о городских достопримечательностях и, обычно, имеют карту и предлагаемый маршрут прогулки. Разработчики таких приложений зарабатывают, чаще всего, на продаже доступных в приложении аудио экскурсий и рекламе. Пример таких приложений: GuidiGo, OnSpotStory.